# Aminata Sininta
Aminata Sininta (arabisch اميناتا سينينتا; * 23. Dezember 1985 in Bamako) ist eine ehemalige malische Basketballspielerin.

## Leben
Bei den Olympischen Sommerspielen 2008 in Peking war Sininta Teil der malischen Nationalmannschaft. In den fünf Gruppenspielen erzielte sie 24 Punkte, davon allein 13 gegen das Team der Vereinigten Staaten im dritten Match.
Sininta spielt für den Djoliba AC in Bamako.